# Маркиз од Сантиљане
Дон Ињиго Лопес де Мендоса (шп. Íñigo López de Mendoza), познатији као Маркиз од Сантиљане (шп. Marqués de Santillana), један је од најбитнијих аутора XV века у Шпанији, али и један од највећих кастиљанских песника свих времена. Рођен је 19. августа 1398. године у месту Каријон у Паленсији (шп. Carrión, Palencia), а преминуо је 25. марта 1458. године у Гуадалахари (шп. Guadalajara).

## Биографија
Ињиго Лопес де Мендоса је рођен 1398. године у веома старој, племићкој и имућној породици у Шпанији, породици Мендоса. Његов отац је био Дон Дијего Уртадо де Мендоса (шп. Don Diego Hurtado de Mendoza) и имао је титулу вишег адмирала Шпаније, док је његова мајка, Леонор Ласо де ла Вега (шп. Doña Leonor Lasso de La Vega) била наследница богатих имања у Астуријасу де Сантиљани. Ињигов отац, као и деда, Дон Педро Гонсалес де Мендоса (шп. Don Pedro González de Mendoza), су се такође бавили и били познати и по писању поезије, као што ће бити и сам Маркиз од Сантиљане. Као врло млад остаје без оца, где наслеђује већину породичне имовине због чега се суочава са доста породичних свађа. Међутим, убрзо након тога одлази на двор где ће радити скоро цео свој живот у служби краља Хуана II (шп. Juan II). Управо на његовом двору имао је прве контакте са поезијом, неким кастиљанским песницима, као и народном лириком, кастиљанском и провансалском.
Поред тога што је писао књижевна дела и био један од најзначајнијих кастиљанских песника, учествовао је у јавном и политичком животу Шпаније и имао веома велики утицај у њему, с обзиром на његово порекло и моћну породицу у којој је рођен, а такође је био и војник. Након битке у Олмеду 1445. године у којој је учествовао, краљ Хуан II му додељује титулу маркиза. Стекавши ово звање постаје припадник највишег племићког друштвеног слоја у Шпанији, односно групацији под називом Великани Шпаније (шп. Los grandes de España) које су чинили људи из аристократије са титулама маркиза, грофа или војводе.
Маркиз од Сантиљане је био прототип предренесансног човека, што је значило да је био мултиталентован, односно да је био добар у још много ствари поред писања поезије. Говорио је више језика поред шпанског, италијански, француски, галисијско-португалски и био је веома интелектуално радознао. Поседовао је најбољих библиотека тог доба, у својој палати у Гуадалахари, где су књиге биле рукописне.
Што се тиче његовог брачног живота, оженио се релативно млад Каталином Суарес де Фигероа (шп. Catalina Suárez de Figueroa), са којом је имао десеторо деце.
Када на престо долази син Хуана II, Енрике IV (шп. Enrique IV), Маркиз од Сантиљане води последњу битку против муслимана, након чега се повлачи из политике и одлази у своју палату у Гуадалахари, где умире 1458. године.

## Стваралаштво
Поезија Маркиза од Сантиљане се може сврстати у неколико тематских целина, а то су:
1. Поезија писана под италијанским утицајем, што су песме алегоријског типа, учене су и теже за разумевање.
2. Дидактичко-моралистичка поезија, представља традиционални ток кастиљанског песништва где се провлаче рефлексивне, озбиљне и поучне теме.
3. Народна поезија, односно поезија писана по узору на народно поесништво, где се негују метричке форме као што су канцони (шп. canción), десир (шп. decir), виљансико (шп. villancico) и сераниље (шп. serranillas).[4]

### Проза
Поред поезије по којој је остао најпознатији, писао је и прозу, а најзначајнији је један предговор, односно текст под називом Carta prohemio. То је писмо које је упутио једном португалском великодостојнику и где је изнео своје судове о ученој и народној књижевности, како шта треба вредновати и слично. Управо овај текст се сматра једном од првих поетика у Шпанији у средњем веку на народном шпанском језику.

## Сераниље
Оно по чему је Ињиго Лопес де Мендоса остао најзапамћенији и најзначајнији јесу сераниље. Порекло сераниља је у провансалској поезији, дакле још из XI и XII века, а у шпанску књижевност долазе преко галисијско-португалске лирике. У њима се описује сусрет пастирице и путника намерника, који је заправо градски човек, а њихов сусрет је увек у природи где се описује амбијент, имају реалистички карактер и веома су прецизно локализоване. Приповеда се скоро увек у првом лицу, у уводу се дефинише где се шта налази и шта се догодило, описује се сусрет, а затим обавезно иде краћи или пак дужи разговор и након тога стихови који закључују песму. Маркиз од Сантиљане их је написао 10 и управо то су први наговештаји пасторалне књижевности која ће процветати у XVI веку. Име „сераниља” потиче од речи sierra што значи планина. Имена његових десет сераниља јесу: La serrana de Boxmediano, La vaquera de Morana, Illana, la serrana de Lozoyuela, La mozuela de Bores, Menga de Manzanares, La moza de Bedmar, La vaquera de la Finojosa, La mozuela lepuzcana, La serrana de Navafría и La vaquera de Berzosa. У форми сераниље је такође написан и виљансико у којем говори о лепоти својих ћерки, а назива се Cantar que fizo el Marqués de Santillana a sus fijas loando su fermosura.